# Alban Lafont
Alban-Marc Lafont (Uagadugú, Burkina Faso, 23 de enero de 1999) es un futbolista francés que juega como guardameta en el Panathinaikos F. C. de la Superliga de Grecia.

## Trayectoria
Alban comenzó la temporada 2015/16 con la sub-19 de Toulouse, como el más chico del plantel. Tuvo minutos en algunos partidos y luego de mostrar buen nivel con la selección francesa, fue ascendido a la reserva del club.
Jugó su primer partido en el CFA 2, la quina división, el 8 de noviembre contra el Angoulême, protegió bien su portería y ganaron 2 a 0. Además firmó su primer contrato profesional con el club, por 3 años con opción a 2 más.
El primer equipo no pasaba por un buen momento, ya que en la temporada 2015/16 ganaron el primer partido, pero hace 13 fechas que no ganaban en la Ligue 1 y hace 19 que recibían al menos un gol. El técnico Dominique Arribagé, luego de probar con los arqueros Mauro Goicoechea y Ali Ahamada sin éxito, decidió ascender a Lafont para disputar la fecha 15 del torneo, el mismo día del partido en la mañana se enteró de la convocatoria.
Debutó como profesional en la Ligue 1 el 28 de noviembre de 2015, usó el dorsal número 40 en el Stadium Municipal ante unos 10 000 espectadores, estuvo los 90 minutos del partido contra el Niza y ganaron 2 a 0. Con 16 años y 310 días se convirtió en el arquero más joven de toda la historia del campeonato francés, superando a Mickaël Landreau, quien con 17 años debutó el 2 de octubre de 1996.
Acabó disputando todos los partidos restantes del campeonato doméstico francés, consagrándóse como el guardameta titular del Toulouse a sus 17 años, un mérito incontestable. No obstante, las cosas no le fueron tan bien a su club, que a punto estuvo de descender de categoría de no haber sido por un buen tramo final, donde Lafont se mantuvo imbatido en algunos encuentros.
Comenzaría, pues, su primera temporada (la 2016/17) de pleno en el primer equipo, donde seguiría contando con la confianza de su entrenador para defender el marco del Toulouse. Alban disputó 36 partidos completos en Liga, siendo uno de los jugadores importantes del Toulouse que volvió a finalizar en la parte baja de la clasificación, aunque lejos del descenso. A su vez, se convirtió el portero de la selección sub-20 de Francia, con la que debutó el 25 de marzo de 2017, cuando apenas había sobrepasado la mayoría de edad.

### Fiorentina
El 2 de julio de 2018 abandonó el Toulouse para jugar en la Fiorentina las siguiesntes cinco temporadas.

### Nantes
Tras un año en el conjunto viola, regresó a Francia para jugar como cedido en el F. C. Nantes las siguientes dos temporadas. El 29 de abril de 2021 el club anunció que había ejercido la opción de compra que se había acordado en la cesión y que firmaba un nuevo contrato hasta 2024. Siguió más allá de esa fecha y en julio de 2025, tras haber jugado 198 partidos y ganado la Copa de Francia 2021-22, fue prestado al Panathinaikos F. C.

## Selección nacional
Fue parte de la selección de Francia en la categoría inferiores desde la sub-16 hasta la sub-21.
Francia fue invitada a participar de un Torneo UEFA amistoso sub-16 como preparación para las etapas de clasificación al Campeonato de Europa Sub-17. Alban fue citado por primera vez y viajó hasta Inglaterra para disputar la competición internacional.
Primero jugaron contra Eslovaquia, ganaron 1 a 0 pero Alban no tuvo minutos. El 18 de febrero de 2015 debutó con los galos, Lafont fue titular contra Suiza y comenzaron ganando, luego recibió su primer gol en el minuto 71, pero faltando 2 minutos para terminar el encuentro, su compañero Yassin Fortune puso el 2 a 1 final. El último partido fue contra el local, Inglaterra, nuevamente no tuvo minutos pero empataron 1 a 1 y salieron campeones del Torneo UEFA, con 7 puntos.
Luego fue convocado para el Torneo de Montaigu, el 31 de marzo fue capitán del equipo en el debut en la competición amistosa contra Marruecos y ganaron 3 a 0. El 2 de abril se disputó el segundo partido, contra Bélgica, nuevamente mantuvo su arco invicto como capitán y ganaron 1 a 0. En el tercer partido estuvo en el banco de suplentes sin ingresar y derrotaron a Brasil 2 a 1. Con 9 puntos quedaron en primer lugar del grupo A, por lo que clasificaron a la final para intentar conseguir el título luego de 9 años. El partido decisivo se jugó el 6 de abril contra Inglaterra, Lafont fue titular pero recibió 3 goles y finalmente perdieron 3 a 1.
El siguiente llamado fue para jugar un amistoso contra Alemania el 20 de mayo, estuvo en el banco de suplentes sin minutos y ganaron 2 a 0.
Francia fue invitada a jugar la Dream Cup en Japón. Alban fue convocado nuevamente y en el primer partido, contra Chile, no tuvo minutos, empataron 1 a 1, pero perdieron 7 a 6 por penales. El 26 de junio fue el portero, en el segundo partido, contra Costa Rica, mantuvo su arco en cero hasta el minuto 90 porque descontaron los ticos, de igual forma Francia ganó 5 a 1. El último partido del cuadrangular fue contra el local, Japón, Lafont volvió al banco de suplentes y perdieron 3 a 1. Los nipones se coronaron campeones al ganar los 3 partidos, los galos quedaron en tercer lugar.
El técnico Bernard Diomède se estrenó con la sub-17 y en su primer llamado, Alban no fue considerado, jugaron 2 partidos amistosos contra República Checa. Sin embargo, finalmente fue convocado el 18 de octubre para disputar la fase de clasificación del Campeonato Europeo en Israel.
Francia quedó en el grupo 11, junto a Irlanda del Norte, Israel y Noruega.Alban quedó como arquero titular y debutó con la sub-17 el 20 de octubre, fue contra Irlanda del Norte y ganaron 1 a 0. El segundo partido lo jugaron el 22 de octubre, nuevamente disputó todo el encuentro y derrotaron a Israel por 3 a 0. Los galos se aseguraron la clasificación una fecha antes, así que en el último partido estuvo en el banco de suplentes, de igual forma le ganaron a Noruega 1 a 0 y clasificaron como primeros del grupo con puntaje ideal

### Participaciones en categorías inferiores
| Competición                                                           | Sede   | Resultado | Partidos | Goles recibidos |
| --------------------------------------------------------------------- | ------ | --------- | -------- | --------------- |
| Fase de clasificación del Campeonato de Europa Sub-17 de la UEFA 2016 | Israel | Clasificó | 2        | 0               |

### Selecciones
Actualizado al 25 de octubre de 2015.
Último partido citado: Francia 1 - Noruega 0
| Selección      | Temporada     | Continental | Continental | Mundial | Mundial | Amistosos | Amistosos | Total | Total |
| Selección      | Temporada     | Part.       | Goles       | Part.   | Goles   | Part.     | Goles     | Part. | Goles |
| -------------- | ------------- | ----------- | ----------- | ------- | ------- | --------- | --------- | ----- | ----- |
| Sub-16 Francia | 2014-15       | -           | -           | -       | -       | 5         | -5        | 5     | -5    |
| Sub-16 Francia | Total sel.    | -           | -           | -       | -       | 5         | -5        | 5     | -5    |
| Sub-17 Francia | 2015-16       | 2           | 0           | -       | -       | 0         | 0         | 2     | 0     |
| Sub-17 Francia | Total sel.    | 2           | 0           | -       | -       | 0         | 0         | 2     | 0     |
| Total carrera  | Total carrera | 2           | 0           | -       | -       | 5         | -5        | 7     | -5    |

## Estadísticas

### Clubes
Actualizado al 24 de noviembre de 2024.
| Club                         | Div.          | Temporada     | Liga  | Liga  | Copas nacionales | Copas nacionales | Torneos internacionales | Torneos internacionales | Total | Total |
| Club                         | Div.          | Temporada     | Part. | Goles | Part.            | Goles            | Part.                   | Goles                   | Part. | Goles |
| ---------------------------- | ------------- | ------------- | ----- | ----- | ---------------- | ---------------- | ----------------------- | ----------------------- | ----- | ----- |
| Toulouse F. C. Francia       | 1.ª           | 2015-16       | 24    | 0     | 0                | 0                | ―                       | ―                       | 24    | 0     |
| Toulouse F. C. Francia       | 1.ª           | 2016-17       | 36    | 0     | 2                | 0                | ―                       | ―                       | 38    | 0     |
| Toulouse F. C. Francia       | 1.ª           | 2017-18       | 40    | 0     | 4                | 0                | ―                       | ―                       | 44    | 0     |
| Toulouse F. C. Francia       | Total club    | Total club    | 100   | 0     | 6                | 0                | 0                       | 0                       | 106   | 0     |
| ACF Fiorentina · Italia      | 1.ª           | 2018-19       | 34    | 0     | 4                | 0                | ―                       | ―                       | 38    | 0     |
| ACF Fiorentina · Italia      | Total club    | Total club    | 34    | 0     | 4                | 0                | 0                       | 0                       | 38    | 0     |
| F. C. Nantes Francia         | 1.ª           | 2019-20       | 27    | 0     | 2                | 0                | ―                       | ―                       | 29    | 0     |
| F. C. Nantes Francia         | 1.ª           | 2020-21       | 40    | 0     | 0                | 0                | ―                       | ―                       | 40    | 0     |
| F. C. Nantes Francia         | 1.ª           | 2021-22       | 38    | 0     | 1                | 0                | ―                       | ―                       | 39    | 0     |
| F. C. Nantes Francia         | 1.ª           | 2022-23       | 37    | 0     | 3                | 0                | 8                       | 0                       | 48    | 0     |
| F. C. Nantes Francia         | 1.ª           | 2023-24       | 28    | 0     | 2                | 0                | ―                       | ―                       | 30    | 0     |
| F. C. Nantes Francia         | 1.ª           | 2024-25       | 12    | 0     | 0                | 0                | ―                       | ―                       | 12    | 0     |
| F. C. Nantes Francia         | Total club    | Total club    | 182   | 0     | 8                | 0                | 8                       | 0                       | 198   | 0     |
| Panathinaikos F. C. · Grecia | 1.ª           | 2025-26       | 0     | 0     | 0                | 0                | 0                       | 0                       | 0     | 0     |
| Panathinaikos F. C. · Grecia | Total club    | Total club    | 0     | 0     | 0                | 0                | 0                       | 0                       | 0     | 0     |
| Total carrera                | Total carrera | Total carrera | 316   | 0     | 18               | 0                | 8                       | 0                       | 342   | 0     |

## Palmarés

### Títulos nacionales
| Título          | Club         | País    | Año  |
| --------------- | ------------ | ------- | ---- |
| Copa de Francia | F. C. Nantes | Francia | 2022 |

### Distinciones individuales
| Distinción                                                                               | Año  |
| ---------------------------------------------------------------------------------------- | ---- |
| Joven de la semana para UEFA.com (mes de diciembre, semana #1)                           | 2015 |
| Parte de los 50 mejores futbolistas sub-18 del mundo según medio Goal.com                | 2016 |
| Parte de los 50 mejores futbolistas sub-20 del mundo según medio La Gazzetta dello Sport | 2016 |
| Parte de los 60 mejores jugadores del mundo para The Guardian (categoría 1999)           | 2016 |